# Bláfjöll (Südwestisland)
Die Bláfjöll (Blaue Berge) sind ein Gebirge im Südwesten von Island. Es befindet sich auf den Gemeindegebieten von Ölfus, Kópavogur und Reykjavíkurborg.

## Lage
Das Gebirge liegt etwa 20 km südöstlich von Reykjavík.
Höchste Erhebung ist der 702 m hohe Bláfjallahorn. Von dort erstrecken sie sich nach Südwesten bis kurz vor Krýsuvík.

## Geologie
Die Berge gehören zum Vulkansystem Brennisteinsfjöll.
Ausbrüche vor ca. 4.200 Jahren produzierten ein Lavafeld, dessen Zungen bis in das heutige Stadtgebiet von Reykjavík reichen und die in der kleinen Buch Elliðavógur ins Meer strömten. Während sie ein Feuchtgebiet am heutigen See Elliðavatn überquerten, erzeugten sie durch hydromagmatische Explosionen die Pseudokratergruppe der Rauðhólar.
Weitere bekannte Krater der Bláfjöll sind Stóra-Kóngsfell und Drottning.

## Ski- und Wandergebiet
Das Gebiet ist relativ gut für den Freizeitsport erschlossen. Eine Seitenstraße führt von der Ringstraße durch die Bláfjöll nach Hafnarfjörður.
Zahlreiche Wanderwege führen auf die Berge.
Im Winter wird es als Skigebiet für Langlauf (gespurte Loipen) und Abfahrtsskifahren (Lifte) genutzt.
Ein weiteres Skigebiet in der Nähe der Hauptstadt befindet sich am Skálafell.

### Allgemein
- Nat.is: Bláfjöll (englisch)

### Geologie
- s. Brennisteinsfjöll

### Sport in den Bláfjöll: Skifahren und Wandern
- Photo:Skigebiet Bláfjöll im Sommer
- Aktuelle Informationen zum Skigebiet Bláfjöll (isländisch)
- Wandern in den Bláfjöll (PDF, isländisch; 11 kB)
- Und noch mehr Wandern in den Bláfjöll, u. a. Stóra-Kóngsfell (PDF, isländisch; 12 kB)
- Wandern an den Þríhnúkar (PDF, isländisch; 12 kB)